# Avocazione
Con avocazione (dal latino avocare, 'chiamare altrove', composto da ab, 'da', e vocare, 'chiamare'), in diritto, si indica l'atto giuridico con il quale un organo assume su di sé il potere di compiere determinati atti che, in mancanza, rientrerebbero nella competenza di un altro organo, di regola subordinato.
Poiché deroga l'ordine delle competenze, il potere di avocazione deve essere conferito da una norma avente forza non inferiore a quella che ha attribuito le competenze derogate.
Nell'ordinamento italiano un esempio di avocazione è quella che, in determinate circostanze, il procuratore generale della Repubblica presso la corte d'appello o il procuratore nazionale antimafia possono esercitare nei confronti delle procure della Repubblica.
L'istituto dell'avocazione è, inoltre, presente nel diritto amministrativo italiano e di altri paesi, in connessione con la struttura tipicamente gerarchica delle amministrazioni pubbliche.